# Ganonema umbrosum
Ganonema umbrosum is een schietmot uit de familie Calamoceratidae. De soort komt voor in het Oriëntaals gebied.